# Kuo Yi-hang
Kuo Yi-hang, nata Kuo Shu-fen (in cinese: 郭淑芬S; Changzhi, 2 giugno 1975), è un'ex sollevatrice taiwanese medagliata olimpica e mondiale che ha gareggiato nelle categorie dei pesi medi (fino a 64 kg.) e dei pesi massimi (fino a 75 kg.).

## Carriera
Nel 1994, iscritta con il suo nome originario di Kuo Shu-fen e all'epoca diciannovenne, vinse la medaglia d'argento nella categoria dei pesi medi ai Giochi Asiatici di Hiroshima. Qualche mese dopo vinse la medaglia d'argento anche ai Campionati mondiali di Istanbul con 205 kg. nel totale.
Anni dopo, salita fino alla categoria dei pesi massimi e in gara con il suo nuovo nome di Kuo Yi-hang, ottenne la medaglia d'argento ai Campionati asiatici di Wuhan 1999 con 240 kg. nel totale, alle spalle della cinese Tang Weifang (255 kg.).
Nel 2000 Kuo Yi-hang partecipò alle Olimpiadi di Sydney, dove il sollevamento pesi femminile faceva il suo esordio olimpico, conquistando la medaglia di bronzo con 245 kg. nel totale, stesso risultato della colombiana María Isabel Urrutia-Ocoró e della nigeriana Ruth Ogbeifo, con attribuzione delle medaglie in base al peso corporeo delle tre atlete. Kuo Yi-hang era la più pesante delle tre e dovette pertanto accontentarsi del bronzo, mentre l'oro e l'argento andarono rispettivamente a Urrutia-Ocoró e a Ogbeifo.
Ai Campionati mondiali di sollevamento pesi Kuo Yi-hang vanta come altri migliori risultati due quarti posti nelle edizioni di Atene 1999 e di Antalya 2001.
Alla fine del 2001 si ritirò dall'attività agonistica e si dedicò a quella di insegnante.